# Trije lenuhi
Trije lenuhi je slovenska ljudska pravljica.

## Povzetek pravljice
Pravljica govori o treh lenuhih, ki so bili tako leni, da se jim ni ljubilo ne govoriti, ne hoditi, še manj pa delati. Tudi, ko jim je zmanjkalo hrane so raje ostali lačni, kot pa da bi deleli. Nekega dne pa je mimo prišel potepuh in ker jim ni mogel ničesar ukrasti, jim je požgal hišo. Vendar so bili tako leni, da se jim ni dalo iz hiše, zato so v njej pogoreli.

## Analiza pravljice
Pripovedovalec: tretjeosebni
Dogajanje: enodimenzionalno dogajanje, v enem samem svetu
Književni čas: neznan (»Živeli so...«)
Književni prostor: ni natančno določen
Osebe: so tipi, ki nimajo imen (trije bratje, potepuh), imajo pa svojo individualno lastnost: lenost
Vrsta pravljice: Realistična pravljica - nima čudežnih dogodkov.
Slog:
- pravljično število: (»trije bratje«)

Vrh pravljice: Požig hiše kjer so bivali trije lenuhi.
Motiv: lenoba, nedelo.
Sporočilo: Kdor ne dela, nima ničesar.
Konec: Usoden za tri brate, saj raje umrejo kot pa da bi delali.

## Interpretacija likov
- Najstarejši brat: Bil je najbolj len, saj se mu ni dalo niti govoriti.
- Srednji brat: Kar naprej bi samo spal.
- Najmlajši brat: V večini pravljic je najmlajši brat tisti, ki na koncu doseže uspeh. Pri tem ga imajo velikokrat za neumnega. Tudi v pravljici Trije lenuhi hoče najmlajši nekaj spremeniti, vendar brez uspeha.

## Motivsko - tematske povezave
Podoben motiv najdemo v tujih pravljicah:
- The two brothers,
- The good and evil minds,
- Good brother, bad brother.